# Ankhon Dekhi
Ankhon Dekhi (आंखों देखी A través dels meus propis ulls) és una pel·lícula dramàtica en hindi de l'Índia del 2014 escrita i dirigida per Rajat Kapoor i produïda per Manish Mundra. És protagonitzada per Sanjay Mishra i Rajat Kapoor. La pel·lícula es va estrenar el 21 de març de 2014. Va ser la pel·lícula d'obertura de la 8a edició del Mosaic International South Asian Film Festival (MISAFF) 2014 a Toronto. És el cinquè llargmetratge de Kapoor i estava dedicat als seus ídols i professors: els cineastes Mani Kaul i Kumar Shahani. A la cerimònia dels Screen Awards del 2015, Ankhon Dekhi va guanyar els premis al Millor actriu secundària per Seema Pahwa, Millor història i al millor repartiment de conjunt.

## Argument
Rajesh Bauji (Sanjay Mishra) és un home d'uns 50 anys que viu una vida avorrida però plena d'esdeveniments en una petita casa de la vella Delhi amb la seva família extensa. La pel·lícula comença amb Bauji narrant el seu somni on es veu volant com un ocell lliure de tots els afers mundans. Un incident aleatori canviarà la seva vida d'una manera dramàtica, tot i que de moment no se n'adona. La filla de Bauji ha estat veient un noi de mala reputació. Quan aquest fet es revela a la família, després de moltes deliberacions decideixen tancar la noia i anar a colpejar el noi obstinat.
Quan s'enfronten al noi, a Bauji li sembla una persona molt agradable. Aquest esdeveniment canvia radicalment la seva vida: decideix que només creurà el que pot veure, d'aquí el títol Ankhon Dekhi. Després d'un temps, es nega a adorar a Déu i tracta el prasad (ofrenes) com un dolç més. Treballa com a agent de viatges i es nega a reservar bitllets per Amsterdam, ja que mai no ha vist Amsterdam. Per mantenir els seus ideals, deixa la seva feina. Recorre a un mode molt idealista i porta les coses a nivells extrems per explorar la seva teoria. Al principi els seus veïns el consideren un vell boig, però amb el temps comencen a admirar el seu raonament lògic i comencen a seguir-lo.
Una vegada, mentre intervenia en un petit problema de préstecs amb un prestamista, es nega a creure la seva mala reputació. Conclou que és una bona persona, a partir de la seva observació. Forma un informe amb el prestamista i és reclutat per ell al seu joc il·legal. Els seus seguidors s'uneixen.
Dona el consentiment al matrimoni de la seva filla amb el noi que estima i gairebé resol els problemes emocionals amb el seu germà separat. Ara lliure de tota responsabilitat, porta una vida on gairebé no hi ha punts cecs i molta claredat. Se'n porta a la seva dona de vacances.
Mentre xerra li narra a la seva dona que se sent molt lleuger, com un ocell que vola al cel lliure. La seva dona fa broma sobre la seva experiència, desafiant sense voler la seva pròpia teoria que ell no sap com vola realment un ocell. Enmig de la nit camina cap a un penya-segat. Bauji narra el seu somni (com al principi de la història). Encara no ha experimentat el vol. Quan acaba la pel·lícula, es veu a Bauji volant per un penya-segat.

## Repartiment
- Sanjay Mishra com a Rajesh Bauji
- Rajat Kapoor com a Rishi Chacha
- Seema Pahwa com a Amma
- Namit Das com a Ajju
- Shripad Raorane com Sharma ji
- Brijendra Kala com a Shibbo Babu
- Manu Rishi com a Sharma ji
- Maya Sarao com a Rita
- Taranjit Kaur com a Chachi
- Chandrachoor Rai com a Shammi
- Alka Chawla com Sarup Bua
- Mahesh Sharma com a Bauaa
- Anil Chaudhary com a Chaudhary Saab
- Shrikant Varma com el Mestre Ji
- Manish Karnatak com a Jeevan
- Dhruv Singh com a Dhruv
- Saurabh Shukla com a cap
- Hussain danès com a Gopi
- Yogendra Tiku com a Panditji
- Chaitanya Mahawar com Ashok
- Chetan Sharma com a Anil
- Shivam Sethi com a Arun
- Ranvir Shorey Cameo Aparició en una escena
- Yafinder Singh Brar com a Goon
- Rajiv Narang com a jugador

## Resposta crítica
Ankhon Dekhi es va obrir a una immensa apreciació crítica. La majoria de crítics van elogiar totes les actuacions i els fons filosòfics profundament rics del guió.
Rajeev Masand de CNN-IBN va donar a la pel·lícula 3,5/5 estrelles afirmant: "A través de la meravellosa Ankhon Dekhi, l'escriptor i director Rajat Kapoor ens mostra com podria el viatge. ser més significatiu si hem viscut la vida de la manera que triem".
Anupama Chopra d' Hindustan Times va donar 3,5/5 i va esmentar, "els fils s'ajunten amb tanta emoció que em vaig trobar eixugant les llàgrimes. Ankhon Dekhi és un preciós descans de la fórmula que desordena els nostres multiplex setmana rere setmana".
L'estudiós de cinema independent Baradwaj Rangan va elogiar l'actuació i el càsting afirmant: "Veient el meravellós Ankhon Dekhi de Rajat Kapoor, potser us desitgeu que tinguéssim un d'aquells premis "Rendiment excepcional d'un repartiment en una pel·lícula". El càsting és perfecte, les interpretacions exquisides. És un tòpic dir que un actor ha "viscut" el seu paper, però aquesta sensació de no-actuar-però-ser és omnipresent aquí."
Sukanya Varma de Rediff li va donar 4/5 estrelles, dient: "Malgrat tota la seva crisi d'existencialisme, el cor d'Aankhon Dekhi rau en l'afectuosa representació de Kapoor de la vida banal, la tendra relació pare-filla entre Bauji i Rita (Maya Sarao), l'afecció tàcita entre ell i el seu germà petit i l'ansietat preocupada de la seva sòlida dona".
Shubra Gupta d' Indian Express, generalment un crític molt dur, va donar a la pel·lícula un sorprenent 4/5, esmentant sobre el personatge central: "És ximple, pallasso i home, tot en un. És nosaltres. Ho he vist amb els meus propis ulls i et puc dir que Aankhon Dekhi és una bona pel·lícula".
Una de les poques veus diferents va ser Madhureetha Mukherjee d' India Today que va donar 2,5/5 estrelles afirmant "El que no funciona per a la pel·lícula és el fet que limita amb l'abstracte a intervals regulars i no té continuïtat., fent que algunes escenes i converses semblin fora de context". Tot i això, encara va recomanar que la gent la veiés.

## Premis
Premis Filmfare
- Guanyat – Filmfare Award a la millor pel·lícula (crítics) 2014[5]
- Guanyat – Filmfare Award al Millor Actor (Crítics) 2014 – Sanjay Mishra[5]
- Guanyat – Premi Filmfare a la millor història 2014 – Rajat Kapoor[5]

Screen Awards
- Guanyat – Premi Star Screen a la millor història – Rajat Kapoor[6]
- Guanyat – Premi Star Screen a la millor actriu secundària – Seema Pahwa, Compartit amb Tabu que el va guanyar per Haider[6]

Premis de la música Mirchi
- Nominada - Cançó de l'any inspirada en Raag 2014 - "Aayi Bahaar"[7]